# Mrs. Cop
Mrs. Cop (en hangul, 미세스 캅; romanización revisada, Miseseu kap) titulada en español como Señora policía, es una serie de televisión de Corea del Sur emitida por SBS desde el 3 de agosto hasta el 29 de septiembre de 2015 y protagonizada por Kim Hee Ae, Kim Min Jong, Son Ho Jun y Lee Da Hee. Tuvo una longitud final de 18 episodios al aire las noches de los días lunes y martes a las 22:00 (KST).

## Sinopsis
Choi Young Jin (Kim Hee Ae) es la detective jefe de la unidad de crímenes violentos y madre de la pequeña Ha Eun. En el trabajo, ella se ocupa de crímenes brutales con el detective principal Park Jong Ho (Kim Min Jong) y los miembros del escuadrón Min Do Young (Lee Da Hee), Han Jin Woo (Son Ho Jun), Jo Jae Deok (Heo Jung Do) y Lee Se Won (Lee Ki Kwang).

## Reparto

### Personajes principales
- Kim Hee Ae como Choi Young Jin.
- Kim Min Jong como Park Jong Ho.

### Personajes secundarios
Detectives
- Son Ho Jun como Han Jin Woo.
- Lee Da Hee como Min Do Young.
- Lee Ki Young como Yeom Sang Min.
- Heo Jung Do como Jo Jae Deok.
- Lee Ki Kwang como Lee Se Won.

Grupo KL
- Soon Byung Ho como Kang Tae Yoo.
- Park Sung Geun como Yoon Sung Geun.
- Yoon Se Hyun como Kim Min Young.

Cercanos de Young Jin
- Shin So-yul como Choi Nam Jin.
- Shin Seung-hwang como Bae Dal Hwang.[3]
- Jung Soo Young como Hong Ban Jang.
- Kim Kap-soo como Park Dong-il.
- Park Min Ha como Seo Ha Eun.

### Otros personajes
- Jang In-sub como el Fiscal Go.
- Kim Hye-yoon como una joven fugitiva (ep. #5).

### Apariciones especiales
- Lee Jae Kyun como Nam Sang Hyuk.
- Lee Hye In como Lee Mi Kyung.
- Lee Si Won como Kang Ji Yun.
- Han Jae Young como Han Deok Kyoo.
- Yoo Jae-myung como un cómplice.
- Park Ho-san
- Kim Byeong-ok como un asesino a sueldo.

## Recepción

### Audiencia
| Ep. # | Fecha de emisión         | Share        | Share        | Share       | Share       |
| Ep. # | Fecha de emisión         | TNmS Ratings | TNmS Ratings | AGB Nielsen | AGB Nielsen |
| Ep. # | Fecha de emisión         | Nacional     | Seúl         | Nacional    | Seúl        |
| ----- | ------------------------ | ------------ | ------------ | ----------- | ----------- |
| 1     | 3 de agosto de 2015      | 7.2 %        | 9.1 %        | 8.4 %       | 9.0 %       |
| 2     | 4 de agosto de 2015      | 7.4 %        | 9.1 %        | 9.4 %       | 10.2 %      |
| 3     | 10 de agosto de 2015     | 7.7 %        | 8.7 %        | 9.2 %       | 9.8 %       |
| 4     | 11 de agosto de 2015     | 8.3 %        | 10.8 %       | 10.0 %      | 9.7 %       |
| 5     | 17 de agosto de 2015     | 9.8 %        | 12.1 %       | 10.8 %      | 12.1 %      |
| 6     | 18 de agosto de 2015     | 10.1 %       | 12.8 %       | 12.1 %      | 12.7 %      |
| 7     | 24 de agosto de 2015     | 10.4 %       | 12.0 %       | 11.6 %      | 13.1 %      |
| 8     | 25 de agosto de 2015     | 10.2 %       | 12.3 %       | 12.0 %      | 12.7 %      |
| 9     | 31 de agosto de 2015     | 10.6 %       | 13.5 %       | 12.8 %      | 14.3 %      |
| 10    | 1 de septiembre de 2015  | 10.8 %       | 13.5 %       | 12.7 %      | 13.9 %      |
| 11    | 7 de septiembre de 2015  | 10.4 %       | 12.1 %       | 12.1 %      | 12.8 %      |
| 12    | 8 de septiembre de 2015  | 11.1 %       | 13.5 %       | 12.8 %      | 14.3 %      |
| 13    | 14 de septiembre de 2015 | 11.2 %       | 13.0 %       | 12.6 %      | 13.4 %      |
| 14    | 15 de septiembre de 2015 | 11.7 %       | 13.7 %       | 13.7 %      | 14.6 %      |
| 15    | 21 de septiembre de 2015 | 12.0 %       | 14.1 %       | 15.2 %      | 16.7 %      |
| 16    | 22 de septiembre de 2015 | 12.4 %       | 15.1 %       | 14.6 %      | 16.0 %      |
| 17    | 29 de septiembre de 2015 | 11.5 %       | 13.6 %       | 13.2 %      | 13.8 %      |
| 18    | 29 de septiembre de 2015 | 13.9 %       | 15.3 %       | 15.8 %      | 16.4 %      |

## Emisión internacional
- Malasia: Sony One TV (2015).[6]
- Singapur: Channel U (2017).
- Taiwán: GTV (2017).